# Лука (Старорусский район)
Лука — деревня без постоянного населения в Старорусском муниципальном районе Новгородской области, входит в Залучское сельское поселение.
Деревня расположена на правом берегу реки Ловать (на противоположном берегу — деревня Верясско), в девяти километрах к югу от прежнего административного центра сельского поселения — деревни Коровитчино.

## История
О раннем заселении здешних мест свидетельствует группа сопок VIII—X вв, расположенных в 1,2 км северо-восточнее деревни.
До весны 2010 года Лука относилась к ныне упразднённому Коровитчинскому сельскому поселению.

## Люди, связанные с деревней
- Кузьмин, Иван Кузьмич (1899—1980) — советский военный деятель, Генерал-майор (1944 год).
- Кузьмин, Фёдор Кузьмич (1896—1955) — советский военный деятель, генерал-майор (1940 год).